# The Most Beautiful Girl in the World
"The Most Beautiful Girl in the World" er en sang af den amerikanske sanger Prince fra hans album The Gold Experience, der udkom i 1994. Det var hans første udgivelse efter han ændrede sit kunstnernavn til et uudtaleligt symbol. Med accept fra Prince' normale pladeselskab Warner Bros. Records, blev "The Most Beautiful Girl in the World" udgivet af NPG Records og Edel Music og distribueret af Bellmark Records, under kontrol og vejledning af Chris France på Music Of Life som en enkeltstående single. Singlen blev udgivet i februar 1994 i Storbritannien og er stadig hans eneste #1 hit på UK Singles Chart, og blev kort efter opfulgt af en EP med remix under titlen The Beautiful Experience der også kom på de britiske hitlister som #18. Versionen som blev udgivet på The Gold Experience er et andet remix af sangen. Den nåede #1 på flere andre hitlister i Europa, heriblandt Danmarks Tracklisten.

## Hitlister
| Chart (1994)                         | Peak position |
| ------------------------------------ | ------------- |
| Canadian Singles Chart               | 6             |
| Danmarks Singlehitliste              | 1             |
| Irish Singles Chart                  | 4             |
| Swedish Singles Chart                | 13            |
| UK Singles Chart                     | 1             |
| ARIA Singles Chart                   | 1             |
| Swiss Singles Chart                  | 1             |
| Netherlands Singles Chart            | 1             |
| New Zealand Singles Chart            | 1             |
| US Billboard Hot 100                 | 3             |
| US Hot R&B/Hip-Hop Songs (Billboard) | 2             |
| US Top 40 Mainstream (Billboard)     | 3             |
| US Rhythmic Top 40 (Billboard)       | 3             |